# Jan Vermeulen, der Müller aus Flandern
Jan Vermeulen, der Müller aus Flandern ist ein deutsches Stummfilmdrama aus dem Jahre 1917 von Georg Jacoby mit kriegspropagandistischen Anklängen.

## Handlung
Erster Weltkrieg, Westfront. Nach dem deutschen Überfall auf Belgien wird der belgische Müller Jan Vermeulen zum Belgischen Heer eingezogen und bei einer Schlacht gegen den Feind verwundet. Er wird in ein deutsches Lazarett aufgenommen und ärztlich versorgt. Wieder genesen, wird er als Aushilfe eines deutschen Müllers auf ein Gut verbracht. Auf diesem Gut ist auch eine Beschließerin angestellt, deren Bruder Johan Freihardt nach Flandern entsandt wurde, um dort als Lehrer zu wirken.
Unter Freihardts Schülern befindet sich auch Jan Vermeulens Sohn Pieter. Als der Junge eines Tages infolge eines Unglücks schwer verletzt wird, ist es der deutsche Arzt Genesius, der ihm das Leben rettet und wieder gesund pflegt. Schließlich erreicht es Lehrer Freihardt sogar auch noch, dass Jan Vermeulen 14 Tage Freigang von seinem Frondienst auf dem deutschen Landgut bekommt und seinen Sohn im heimischen Flandern besuchen darf. Überglücklich darf dieser feststellen, dass die Gesundheit Pieters dank Genesius' ärztlicher Hilfe vollständig wiederhergestellt ist.

## Produktionsnotizen
Jan Vermeulen, der Müller aus Flandern ist eine frühe Auftragsarbeit des im Januar 1917 gegründeten Bufa (Bild- und Filmamt). Der dreiaktige Film war 1057 Meter lang und hatte 69 Untertitel. Er passierte im Juli 1917 die Filmzensur; die Uraufführung fand am 3. August 1917 statt.
Der Film war ein Versuch, die deutschen Invasoren in Belgien als herzensgute und hilfsbereite Mitmenschen zu präsentieren, die der Zivilbevölkerung mit Rat und Tat zur Seite stehen.

## Kritik
„Auch dieser stimmungsvolle Film findet lebhaften Anklang.“